# Patella candei
Patella candei d'Orbigny, 1839 é uma espécies de molusco gastrópode pertencente à família Patellidae. Com distribuição nas costas da Macaronésia, a espécie é conhecida pelo nome comum de lapa-mansa, sendo objeto de intensa captura para consumo humano em diversas regiões, incluindo nos Açores, onde ocorre a subespécie endémica Patella candei gomesii Drouët 1858.

## Descrição e ecologia
A espécie apresenta conchas orbiculares, cónicas, tendo os espécimes adultos tamanho variável, em geral no intervalo 20 – 80 mm de diâmetro, mas apenas raramente maiores que 65 mm de diâmetro e 20 mm de altura. As conchas em geral apresentam-se comprimidas e arredondadas, com um ápice subcentral tendendo para a frente. As nervuras são pouco marcadas, sem estrias verticais, ou com elas apenas ligeiramente pronunciadas (mais pronunciadas no ecomorfo do supralitoral).
A concha apresenta a superfície externa com cor cinza a castanho, raramente rosado, com tonalidades esverdeadas, sendo comum apresentar bandas radiais escuras. A superfície interna é acastanhada, mais raramente rosada, com um tom azulado iridescente, apresentando em geral um bordo amarelado (ou acastanhado) e a zona central esbranquiçada.
As lapas da espécie P. candei, como aliás é comum às restantes espécies do género Patella, habitam o litoral médio e superior, permanecendo fixas ao substrato rochoso durante o dia, alimentando-se à noite por raspagem das zonas com algas, regressando ao lugar de fixação antes de amanhecer. Para esse efeito têm um pé mediano que lhes permite aderir fortemente à superfície da rocha por sucção, quando submersas, e por adesão, quando expostas ao ar. No caso de P. candei, o pé é cinzento ou branco-sujo, raramente amarelado e os tentáculos paleais são cinzentos e púrpura.
A rádula é do tipo docoglossa, apresentando dois dentes laterais e oito dentes marginais em cada fila, dois com as extremidades endurecidas e seis sem extremidades endurecidas. A rádula raspa lentamente o substrato deixando uma marca clara na rocha por remoção do filme de algas e microalgas que constitui a base da alimentação da espécie.
As espécies do género Patella podem viver até aos 12-15 anos e têm ciclos reprodutivos longos. A fecundação é externa, podendo a reprodução ocorrer durante todo o ano, sendo que na maioria dos habitats alcança um máximo entre princípios de Setembro e finais de Outubro. O início da reprodução parece estar relacionado com ventos fortes e mau tempo.
Depois de um período planctónico em que os propágulos pelágicos são arrastados pelas correntes, as larvas fixam-se às rochas da costa ou em fendas húmidas e vão subindo lentamente, variando a sua posição no extrato à medida que vão crescendo. A duração da fase pelágica do desenvolvimento larvar de P. candei não é conhecida, mas em outras espécies do género a larva torna-se completamente bentónica após metamorfose que tem lugar entre o nono e o décimo primeiro dia a contar da fertilização. As larvas que não encontrem um substrato adequado durante esse período morrem.

## Taxonomia
A espécie Patella candei faz parte de um complexo específico que inclui diversas espécies e subespécies simpátricas nas costas da Macaronésia, taxonomicamente mal delimitadas e com elevada polimorfia. Trabalhos recentes efectuados com ADN mitocondrial sugerem que se trata de uma espécie parafilética, e que as populações de P. candei das Canárias estão filogeneticamente mais próximas de P. lugubris de Cabo Verde do que das populações de P. candei dos Açores ou Madeira.
A espécie ocorre nas costas rochosas da Macaronésia, estando presente nos arquipélagos dos Açores, Madeira, Ilhas Selvagens, Ilhas Canárias, Cabo Verde e ainda em algumas áreas da costa atlântica do Magrebe. O habitat preferido são os rochedos do infralitoral e da zona entremarés em zonas de forte hidrodinamismo, sendo mais comum sobre os grandes calhaus da zona de rebentação.
Estão descritas quatro subespécies dentro de P. candei: P. candei gomesii, nos Açores; P. candei ordinaria, na Madeira e Desertas; P. candei crenata, nas Canárias; e P. candei candei, nas Selvagens e Canárias.
A subespécie P. candei gomesii é endémica dos Açores. A subespécie ocorre nas costas rochosas das ilhas, apresentando dois ecomorfos: (1) com conchas mais lisas e achatadas, no infralitoral e eulitoral (forma mansa); e (2) com conchas estriadas e pronunciadamente cónicas no supralitoral, em especial na zona que fica exposta ao ar durante a maré-baixa (forma mosca). Uma análise genética destas formas demonstrou que se trata de uma mera variação ecofenotípica e que não existe diferenciação genética entre ambas, sendo as óbvias diferenças morfológicas resultado da plasticidade morfológica da espécie em resposta a diferentes condições ecológicas.